# 레인 오버 미
《레인 오버 미》(영어: Reign Over Me)는 미국에서 제작된 마이크 바인더 감독의 2007년 버디 드라마 영화이다. 애덤 샌들러, 돈 치들, 제이다 핑킷 스미스, 리브 타일러, 새프런 버로스, 도널드 서덜랜드 등이 출연하였고, 잭 바인더 등이 제작에 참여하였다.

## 줄거리
2001년 세계 무역 센터 붕괴로 아내와 딸을 잃고 무너져내린 찰리는 5년 후 우연히 맨해튼 길거리에서 대학교 시절 룸메이트 앨런과 재회한다. 앨런 역시 일과 가족 문제로 압박을 받으며 진솔한 친구가 절실했던 시점. 두 사람은 우정을 재확인하며 조금씩 앞으로 나아간다.   

## 출연
- 애덤 샌들러
- 돈 치들
- 제이다 핑킷 스미스
- 리브 타일러
- 새프런 버로스
- 도널드 서덜랜드
- 로버트 클라인
- 멀린다 딜런
- 시슬리 타이슨
- 마이크 바인더
- 조너선 뱅크스
- 존 더랜시
- 테드 레이미
- B. J. 노백

## 기타 제작진
- 공동 제작: 레이철 지머먼
- 협력 제작: 제프 G. 왁스먼
- 배역: 샤론 비알리
- 미술: 크리스천 윈터
- 의상: 데버라 L. 스콧